# 178 Belisana
Belisana /bɛˈlɪsənə/ (định danh hành tinh vi hình: 178 Belisana) là một tiểu hành tinh nhiều đá ở vành đai chính.
Ngày 6 tháng 11 năm 1877, nhà thiên văn học người Áo Johann Palisa phát hiện tiểu hành tinh Belisana khi ông thực hiện quan sát tại Đài quan sát Hải quân Áo ở Croatia ngày nay và được đặt theo tên Belisana, nữ thần trong thần thoại Celt.